# غلاوكوس (إله)

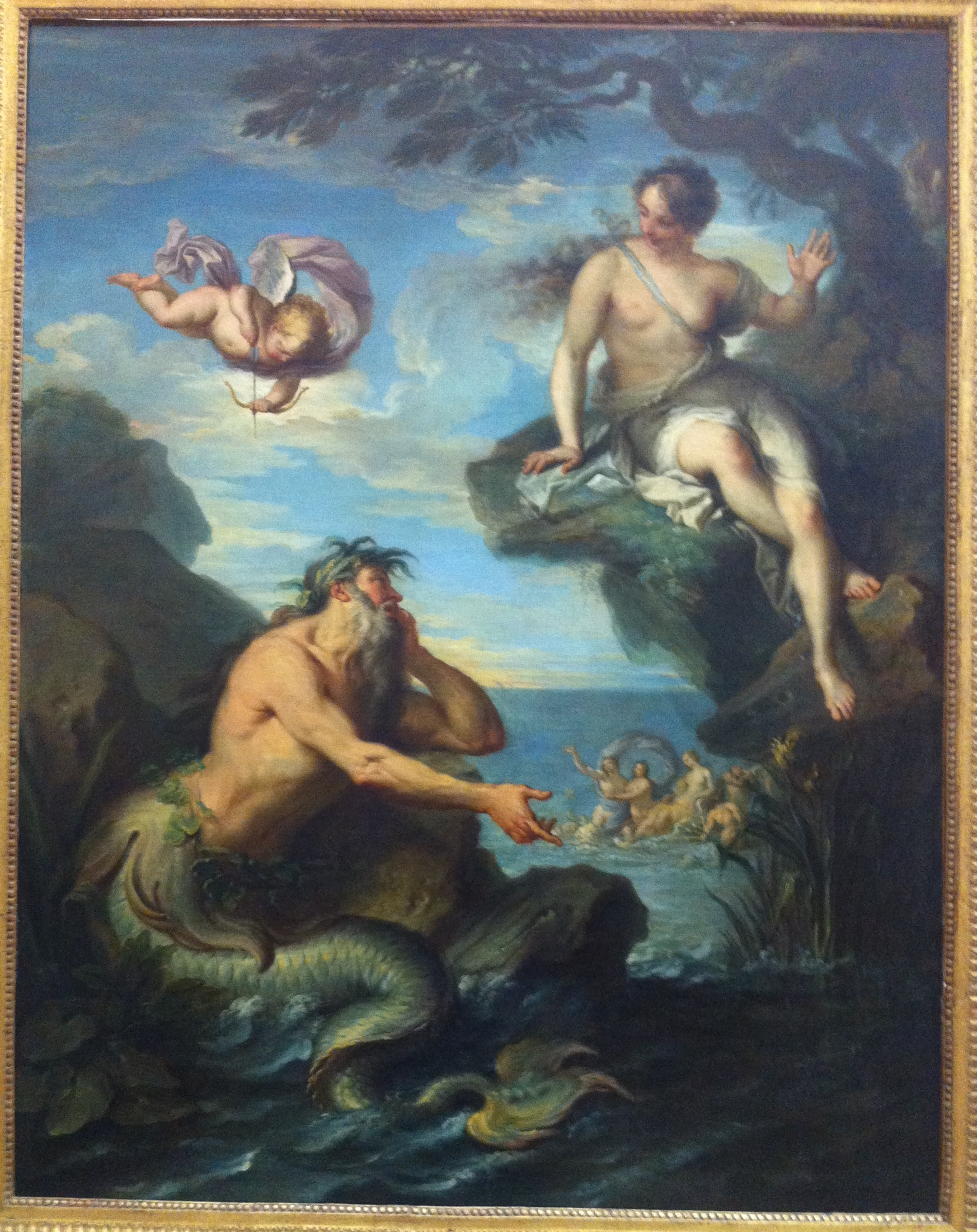

غلاوكوس بونتيوس أحد آلهة البحر في الميثولوجيا الإغريقية وهو في الأصل صياد سمك وغطاس من أنثيدون في بويوتيا وكان قد أكل عشبية سحرية زرعها كرونوس فهرب بأن ألقى بنفسه في البحر وأصبح إلها واكتسب هبة التنبؤات الأكيدة، ووفقا لقصة أخرى ذهب إلى البحر لأجل إله البحر ميليكيرتس (والذي يعرف معه أحيانا كشخصية واحدة)، ولم تكن عبادته موجودة في أنثيدون فقط ولكن في سواحل اليونان وصقلية وإسبانيا وحكى باوسانياس أن الصيادين والبحارين في مواسم معينة ينتظرون قدومه خلال الليل ليرضوه.
في الفن يصور كرجل عجوز بشعر ولحية طويلتين وينتهي جسمه بذيل ذو حراشف وصدره مغطى بالأصداف وأعشاب البحر، ويقال أنه كان باني وقائد سفينة أرغو وتحول إلى الإله بعد النزاع بين الأرغونوت والتيرانيين، وساعد في الحملة بطرق عديدة وكان موضوع دراما ساخرة لأيسخيلوس، وكان مشهورا بدروعه بالذات الموجود منها لدى سكيلا وكيركي